# Antonio Manciolino
Antonio Francesco Manciolino (fl. 1518–1531) considerato uno dei più importanti maestri della cosiddetta «Scuola Bolognese» di scherma.

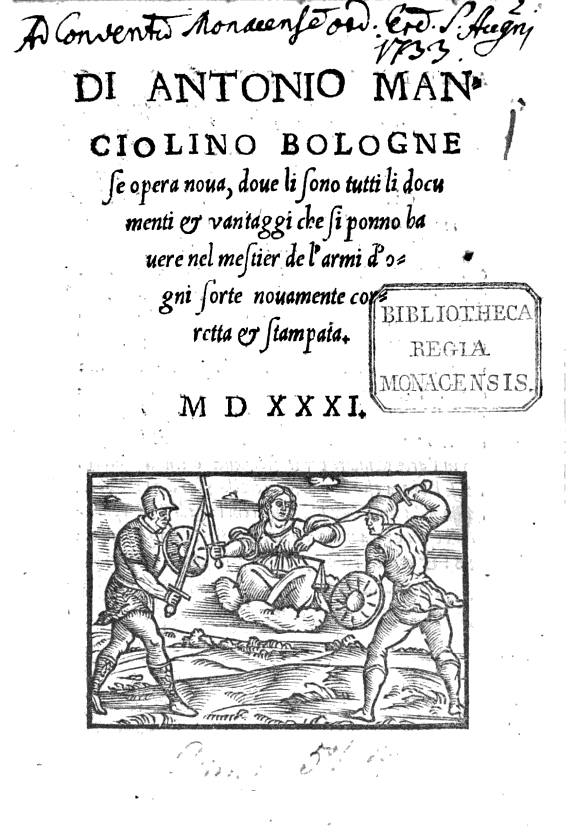
Copertina dell'Opera Nova

Si hanno scarsissime notizie biografiche di Antonio Francesco Manciolino: il 24 novembre 1518 firmò un contratto per la pubblicazione di mille copie del suo trattato di scherma con lo stampatore romano Stefano Guillery, impegnandosi a pagare i libri due mesi dopo la consegna; di questa edizione non è rimasta altra traccia.

## Opera Nova
Nel 1531 a Venezia, fu dato alle stampe un trattato a suo nome dal titolo Opera Nova per Imparare a Combattere, & Schermire d'ogni forte Armi, considerato una delle maggiori opere schermistiche del Cinquecento, e costituito da 6 libri e un prologo. È possibile che l'opera fosse stata preparata quasi un decennio prima, e che non sia stato Manciolino a darla alle stampe.
Nell'Opera Nuova sono riportati svariati tipi di combattimento per il duello fra due contendenti. La parte maggiore è dedicata al combattimento di spada e brocchiero come nel trattato del contemporaneo Achille Marozzo, poiché tale disciplina rimane il cardine dell'insegnamento della scherma antica, almeno fino a metà del Cinquecento, soprattutto della scherma bolognese.
Nella restante parte del trattato si trovano insegnamenti di spada, spada e pugnale, spada e cappa, spada e cappa due contro due, spada e rotella, spada e brocchiero largo o targa, ronca, partigiana, picca, spiedo.